# Jeremiah Wright
Pour les articles homonymes, voir Jeremiah.
Jeremiah Wright (né en 1941 à Philadelphie, Pennsylvanie) est un pasteur protestant afro-américain. De 1972 à 2008, il a été pasteur de la paroisse de Trinity United Church of Christ (en) à Chicago, membre de l'Église unie du Christ. 
Inspiré par la théologie de la libération noire, ses commentaires au sujet du passé esclavagiste des États-Unis, des Blancs et des Juifs ont fortement embarrassé la campagne électorale de Barack Obama en 2008, ce qui a conduit ce dernier à quitter l'église. 

## Biographie
Jeremiah Alvesta Wright Jr. (également appelé Jerry Wright) est né dans le quartier racialement mixte de Germantown à Philadelphie, où son père était le pasteur d'une église baptiste et sa mère institutrice puis directrice d'école. Elle fut la première femme noire à enseigner au collège de Germantown (Germantown High School) puis la première noire vice-principale du collège de filles de Philadelphie (Philadelphia High School for Girls). Jeremiah Wright a ensuite étudié à Philadelphia High School, un très bon lycée, d'où il sortit diplômé avec les honneurs en 1959.
Après deux ans études à Virginia Union University à Richmond, il s'engagea pendant 2 ans dans le corps des marines puis dans la marine américaine pendant 4 ans. Il reprend ensuite des études à Howard University à Washington où il obtient successivement une licence en 1968 puis un master en anglais en 1969 ; il poursuit encore ses études à University of Chicago Divinity School (en) où il obtient un master de théologie en 1975. Il ajoutera encore un doctorat sur la musique religieuse noire en 1990 obtenu à United Theological Seminary (en) à Dayton (Ohio).
Ayant commencé sa carrière pastorale en même temps qu'il poursuivait ses études, après plusieurs expériences comme pasteur proposant, il est nommé le 1er mars 1972 pasteur titulaire de la paroisse de Trinity United Church of Christ (en) à Chicago, qui fait partie de l'Église unie du Christ, une église d'inspiration réformée et congrégationnaliste racialement mixte et globalement à majorité blanche. Cette paroisse avait à cette époque 250 membres inscrits et environ 90 participants au culte dominical. La prédication "fièrement noire et résolument chrétienne" ("Unashamedly Black and Unapologetically Christian") du pasteur Wright a conduit à un accroissement constant de la congrétation au point qu'elle est devenu une megachurch de plus de 10 000 membres au début des années 2000. Dès 1997, la paroisse s'était dotée de nouveaux bâtiments. 
Wright a été professeur au Chicago Theological Seminary, au Garrett-Evangelical Theological Seminary et dans d'autres institutions éducatives. Il a siégé au conseil d'administration de la Virginia Union University, du Chicago Theological Seminary et de City Colleges of Chicago. Il a également siégé aux conseils d'administration d'Evangelical Health Systems, du Black Theology Project, du Centre for New Horizons et de l'École de sciences infirmières Malcolm X ainsi qu'au conseil d'administration de plusieurs autres organisations religieuses et civiques.
Avec sa femme, la pasteure Ramah Reed Wright, il a eu cinq enfants et plusieurs petits-enfants.

## Positions théologiques et controverse
La théologie de Jeremiah Wright se range sous la bannière de la théologie de la libération noire inspirée par les travaux du théologien James H. Cone. Les déclarations parfois radicales de Wright ont gêné le candidat Obama pendant sa campagne présidentielle de 2008.
C'est en effet le pasteur Wright qui a amené Barack Obama à adhérer à la foi protestante alors que ce dernier était issu d'un foyer athée. Barack Obama a ensuite été vingt ans membre de sa paroisse. Le pasteur Wright a aussi marié Barack et Michelle Obama, baptisé leurs deux filles et béni leur maison. Il a été la première personne à avoir été nommée dans le discours de remerciements de Barack Obama après son élection au Sénat américain en 2004.
Toutefois, les déclarations publiques très virulentes du pasteur Wright au sujet du passé esclavagiste des États-Unis, des Blancs et des Juifs ont fortement embarrassé le candidat à la présidentielle ainsi que sa femme. Les milieux conservateurs ont profité des déclarations du pasteur Wright pour accuser Barack Obama d'être aligné sur des positions radicales et anti-patriotiques.
Devant la controverse croissante et ses conséquences sur sa campagne électorale, Barack Obama a alors quitté cette église et condamné les propos de son ancien pasteur, tout en refusant de condamner en bloc la paroisse de Trinity United Church of Christ (en), qui est l'une des plus grandes églises noires de Chicago et l'une des plus actives dans le domaine social et solidaire. Plusieurs théologiens notables sont membres de cette église. 
Le pasteur Wright a été soutenu par le lauréat du Prix Nobel de la paix Desmond Tutu, lui-même proche du Mouvement de Conscience noire, influencé par la théologie de la libération et la Black theology (ou théologie de la libération noire) ,.